# Walburga
Walburga est un prénom d'origine germanique.

## Étymologie
Walburga vient de la combinaison de deux termes en ancien haut allemand : waltan, gouverner, et burg, château, refuge, protection.
Ce prénom est utilisé le plus souvent dans le sud de l'Allemagne et en Autriche.

## Variantes
Walburge, Valburge, Valburga, Walpurgis, Walpurga, Walpurge, Valborg en suédois et en norvégien, Vaubourg, Gauburge.

## Personnalités portant le prénom Walburga ou ses variantes

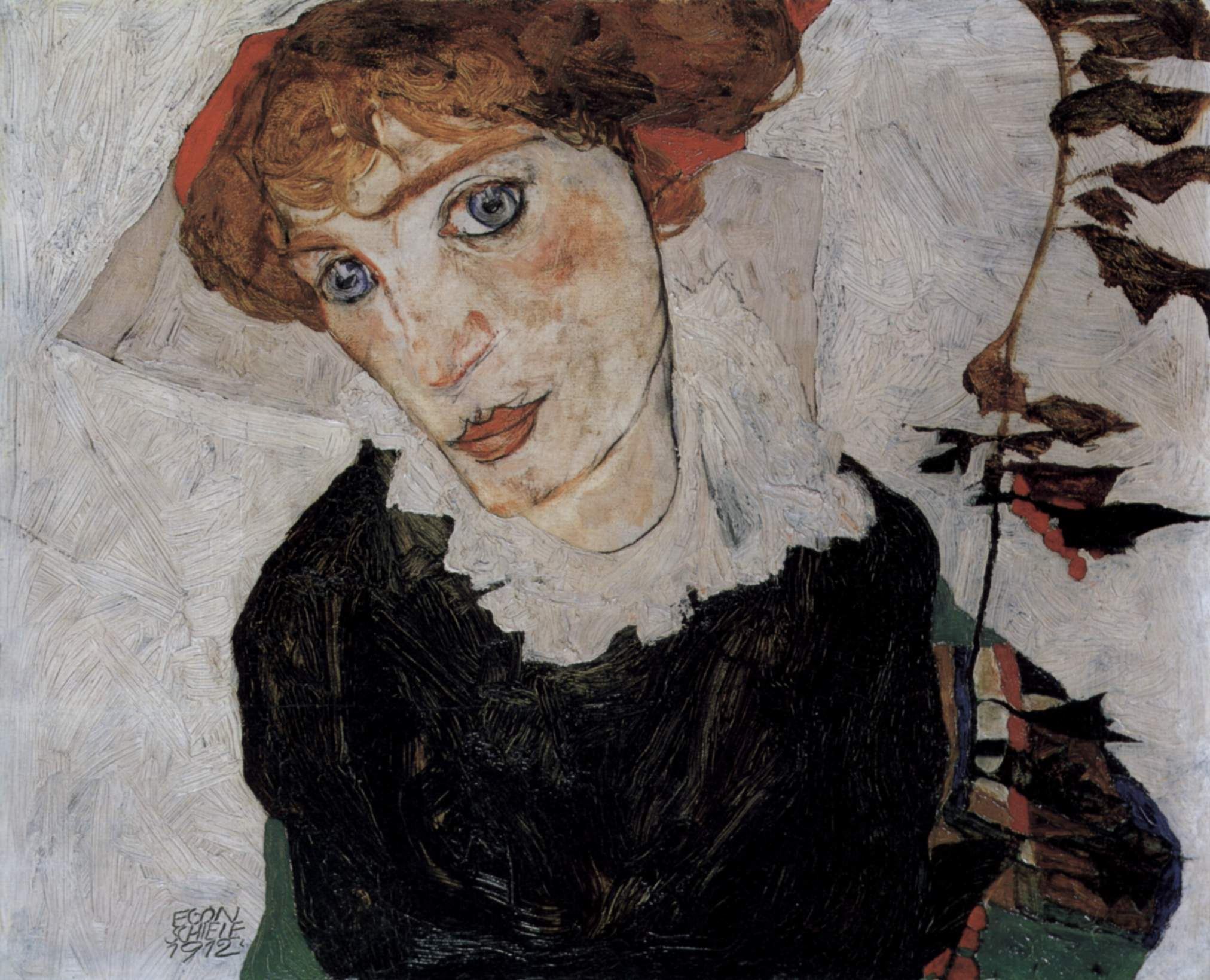
Egon Schiele, Portrait de Walburga Neuzil, huile sur bois, 1912

### Walburga, Walburge, Walpurga, Valpurge
- Walburge, sainte catholique d'origine saxonne du VIIIe siècle, qui aurait été canonisée le 1er mai 870, fêtée le 25 février. 
  - La nuit de Walpurgis (en allemand : Walpurgisnacht) est liée à la date de sa canonisation.
  - L'astéroïde (256) Walpurga découvert en 1886 a été nommé en son honneur
- Walburga Gmür (1902-1974), actrice suisse.
- Walburga Habsburg Douglas (1958-), juriste et femme politique suédoise d'origine allemande.
- Walburga von Hohenthal (1839-1929), mémorialiste et écrivaine anglo-allemande.
- Walpurga von Isacescu (vers 1870 - après 1911), baronne autrichienne, première femme à tenter de traverser la Manche à la nage.
- Walburge de Neuenahr (1522-1600), comtesse hollandaise, actif soutien de la cause protestante.
- Walburga Neuzil, dite Wally (1894-1917), compagne et modèle du peintre Egon Schiele.
- Valpurge de Rodez (vers 1275-1313), vicomtesse de Creyssel.

#### En prénom secondaire
- Maria Josepha Antonia Walburga Felicitas Regula von Bayern (1739-1767), princesse de Bavière et impératrice du Saint-Empire.
- Maria Theresia Walburga Amalia Christina von Habsburg (1717-1780), archiduchesse d'Autriche, reine du Saint-Empire.
- Maria Antonia Walpurgis Symphorosa von Bayern (1724-1780), princesse de Bavière, musicienne et compositrice.
- Anna Maria Walburga Mozart (1720-1778), mère de Mozart.
- Maria Anna Walburga Ignatia Mozart (1751-1829), pianiste et claveciniste, sœur de Mozart.

### Walburgis
- Walburgis de Rietberg (1555/1556-1586), aristocrate du Saint Empire germanique, comtesse de Rietberg.

### Valborg
- Valborg Aulin (1860-1928), compositrice et pianiste suédoise.

## Dans la fiction
- Dans la suite littéraire Harry Potter de J. K. Rowling, Walburga Black est la mère de Sirius Black.